# Carélie du Sud
Pour les articles homonymes, voir Carélie.
La Carélie du Sud (en finnois : Etelä-Karjala, en suédois : Södra Karelen, Sydkarelen) est une région du sud-est de la Finlande. Sa capitale est Lappeenranta.
En 2019, la région compte 128 495 habitants vivant sur une superficie de 6 872,10 km2.

## Géographie
C'est une petite région, réduite par l'histoire à la portion congrue. Seuls quelques kilomètres séparent le lac Saimaa, dont s'échappe la puissante rivière Vuoksi, de la frontière russe.
Les régions frontalières sont : au nord la Savonie du Sud et la Carélie du Nord, à l'ouest la Vallée de la Kymi. La Russie borde le sud-est.

## Histoire
Cette région ne correspond qu'à un reliquat de la partie sud de la province historique de Carélie. L'essentiel de la région, notamment tout l'isthme de Carélie, a été annexée par l'Union soviétique à l'issue de la guerre d'Hiver en 1940, annexion confirmée par la défaite finlandaise de 1944 (Guerre de continuation).
La capitale historique de la région est Vyborg (en finnois : Viipuri). Elle se situe aujourd'hui du côté russe de la frontière dans l'oblast de Léningrad.

## Sous régions
La Carélie du Sud est subdivisée en deux sous-régions :
- Sous-région de Imatra
  - Imatra (ville)
  - Parikkala
  - Rautjärvi
  - Ruokolahti
- Sous-région de Lappeenranta
  - Lappeenranta (ville)
  - Lemi
  - Luumäki
  - Savitaipale
  - Taipalsaari

## Communes
Neuf municipalités composent la région, dont deux villes.
| Nom          | Statut       | Population (h) | Superficie (km²) | Densité (h/km²) | Sous-région  | Fondé     |
| ------------ | ------------ | -------------- | ---------------- | --------------- | ------------ | --------- |
| Lappeenranta | ville        | 72 705         | 1 723,56         | 50,71           | Lappeenranta | 1649      |
| Imatra       | ville        | 26 935         | 191,28           | 173,76          | Imatra       | 1948      |
| Ruokolahti   | municipalité | 5 096          | 1 219,85         | 5,41            | Imatra       | 1868      |
| Parikkala    | municipalité | 4 844          | 760,71           | 8,18            | Imatra       | 1635      |
| Taipalsaari  | municipalité | 4 715          | 761,94           | 13,67           | Lappeenranta | 1571      |
| Luumäki      | municipalité | 4 660          | 859,84           | 6,21            | Lappeenranta | 1642      |
| Savitaipale  | municipalité | 3 430          | 690,56           | 6,36            | Lappeenranta | 1639/1867 |
| Rautjärvi    | municipalité | 3 335          | 401,90           | 9,49            | Imatra       | 1871      |
| Lemi         | municipalité | 3 040          | 262,48           | 13,95           | Lappeenranta | 1688/1867 |

### Anciennes municipalités
- Joutseno[5]
- Lappee[6]
- Lauritsala[6]
- Nuijamaa[7]
- Simpele[8]
- Suomenniemi[9]
- Saari[10]
- Uukuniemi[11]
- Ylämaa[12]

### Municipalités cédées
À la suite de la guerre d'Hiver et de la guerre de Continuation la Finlande doit céder à l'URSS presque la moitié de la superficie de la Carélie. 
La collection Carelica tenue par la bibliothèque municipale de Lappeenranta comprend les 33 villes et communes de la région qui ont été cédées à l'URSS,.
- Antrea
- Heinjoki
- Hiitola
- Johannes
- Jääski
- Kanneljärvi
- Kaukola
- Kirvu
- Kivennapa
- Koiviston kauppala
- Municipalité rurale de Koivisto (fi)
- Kuolemajärvi
- Kurkijoki
- Käkisalmi
- Municipalité rurale de Käkisalmi (fi)
- Lavansaari
- Metsäpirtti
- Muolaa
- Pyhäjärvi Vpl
- Rautu
- Räisälä
- Sakkola
- Seiskari
- Säkkijärvi
- Terijoki
- Uusikirkko
- Vahviala
- Valkjärvi
- Viipuri
- Municipalité rurale de Viipuri (fi)
- Vuoksela
- Vuoksenranta
- Äyräpää

## Population
Depuis 1980, l'évolution démographique de la région de Carélie du Sud, au périmètre du 1er janvier 2017, est la suivante:
| Année      | 1980    | 1985    | 1990    | 1995    | 2000    | 2005    | 2010    | 2015    |
| ---------- | ------- | ------- | ------- | ------- | ------- | ------- | ------- | ------- |
| population | 144 284 | 142 292 | 140 244 | 138 678 | 136 299 | 134 786 | 132 899 | 131 155 |

## Paysages de Carélie du Sud

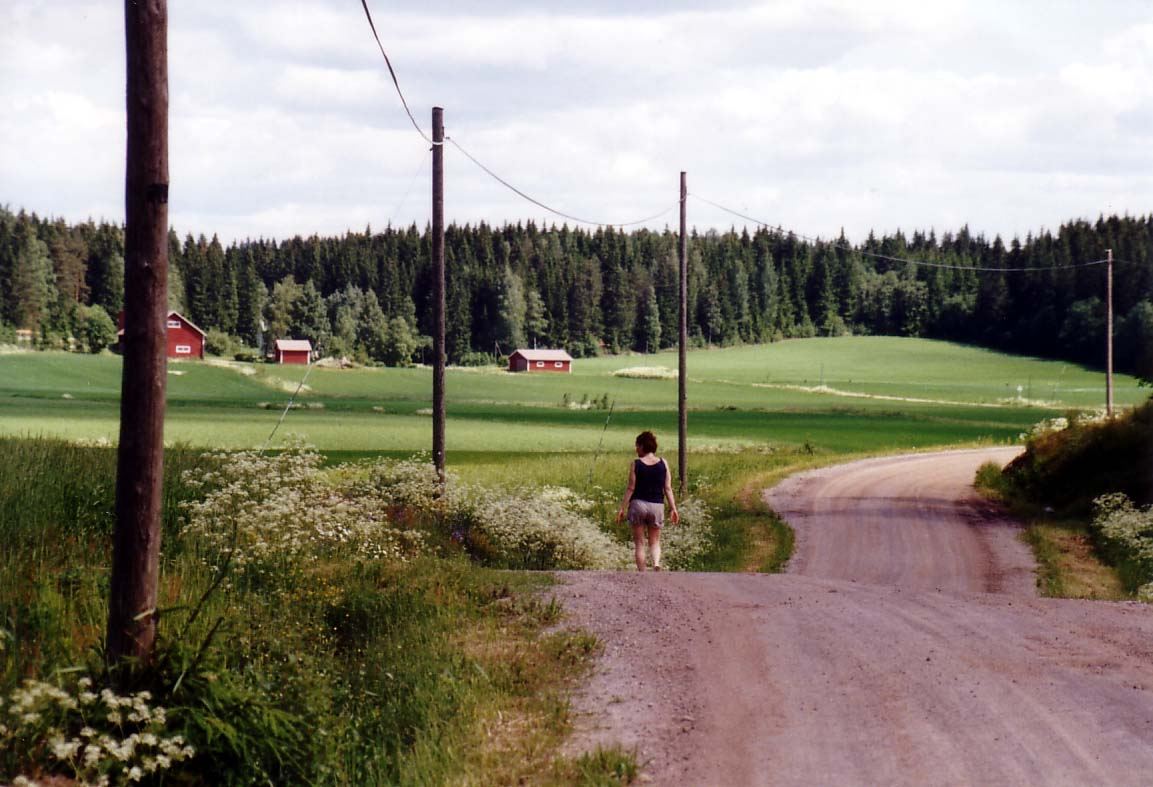
Paysage de Lappeenranta.
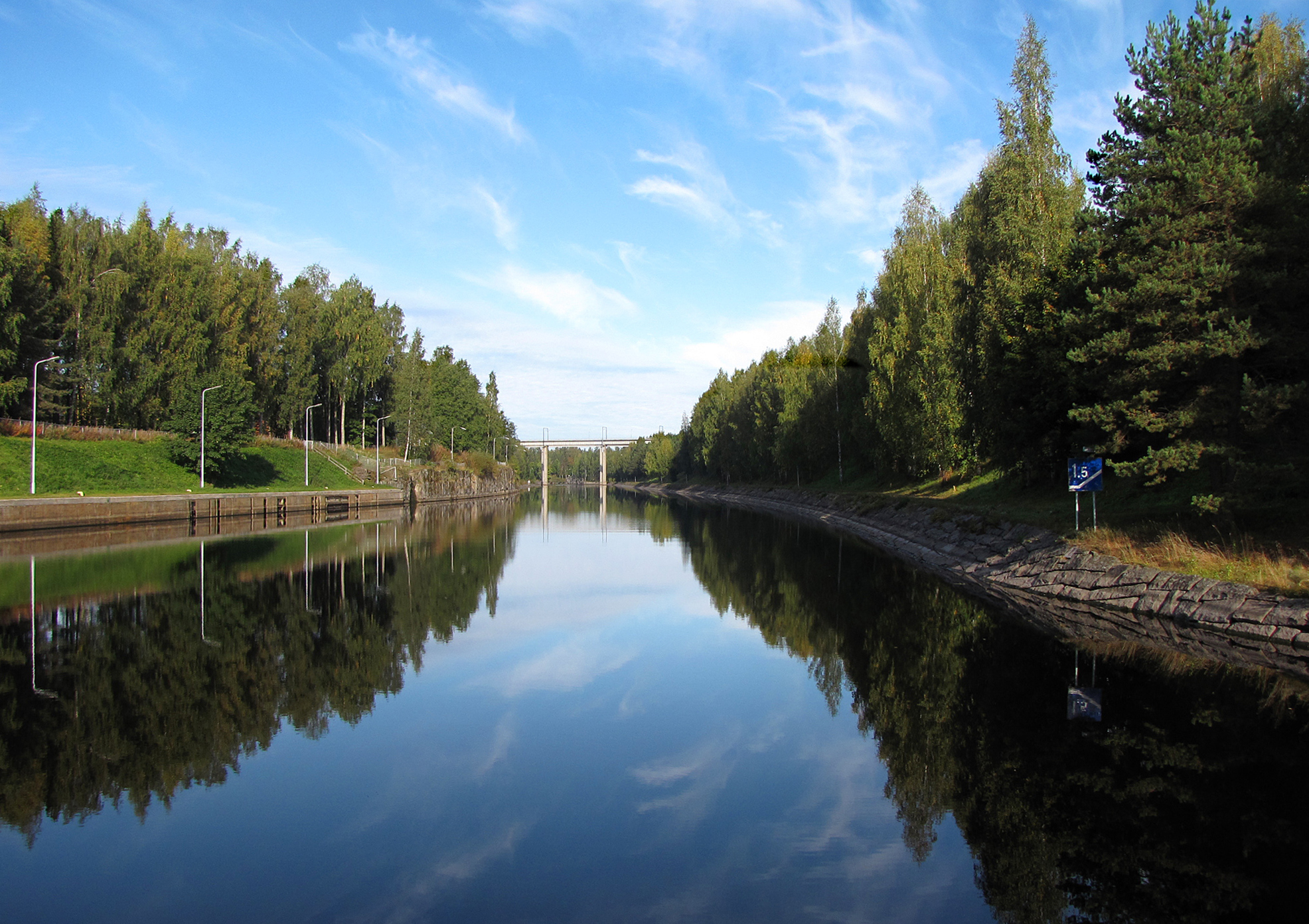
Canal de Saimaa.
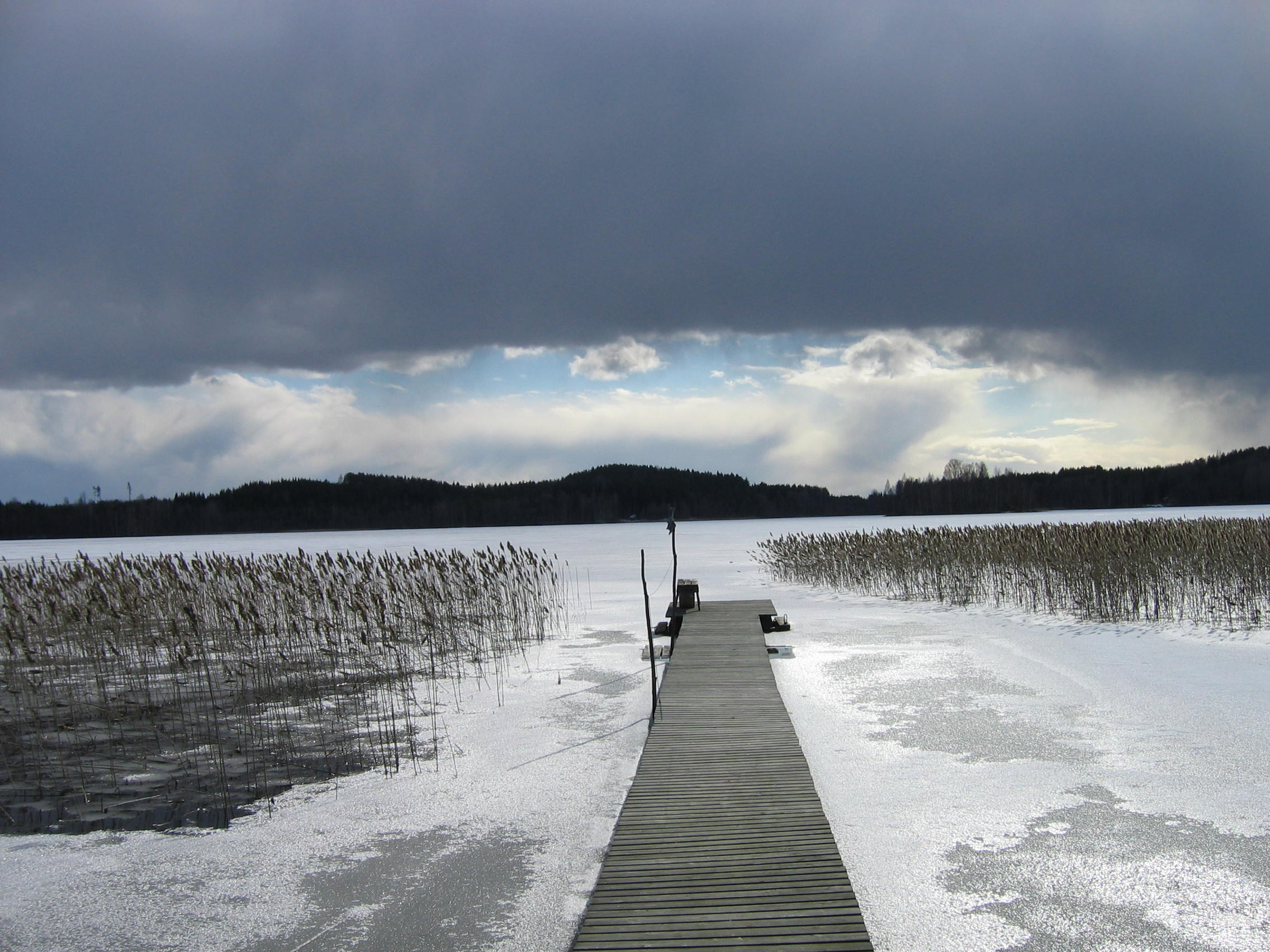
Lac Simpelejärvi.
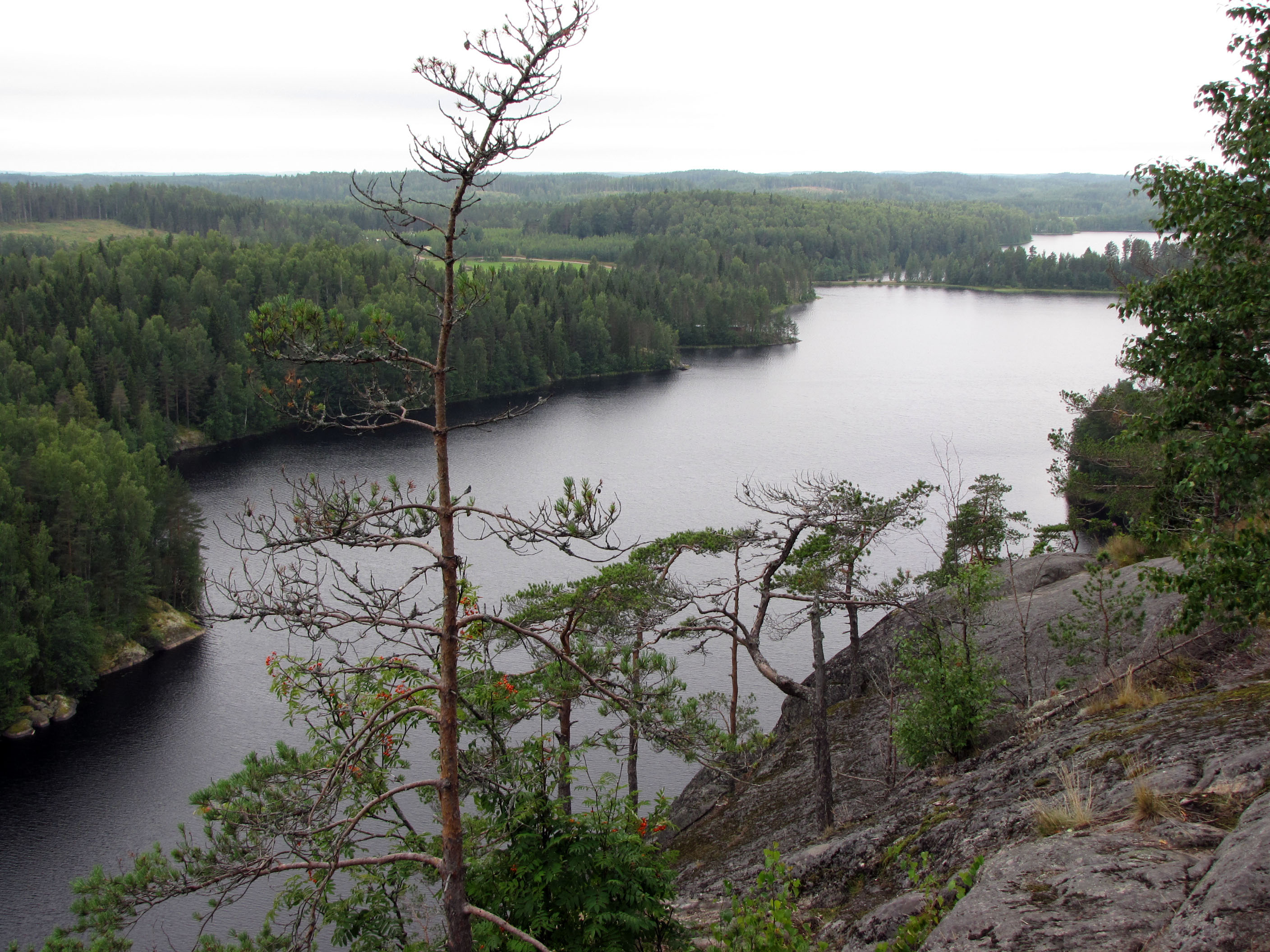
Haukkavuori, Rautjärvi.